# Anwar Junussow
Anwar Junussow, auch Anvar Yunusov (tadschikisch Анвар Юнусов; * 1. Februar 1987 in Duschanbe) ist ein tadschikischer Profiboxer.

## Amateurkarriere
Anwar Junussow wurde mehrfach Tadschikischer Meister, zuletzt 2015 im Leichtgewicht. Er gewann 2006 die Silbermedaille im Fliegengewicht bei den World University Championships, 2007 eine Bronzemedaille im Fliegengewicht bei den Asienmeisterschaften und 2008 die Goldmedaille bei der asiatischen Olympiaqualifikation in Bangkok. Er besiegte in den Turnieren unter anderem Pürewdordschiin Serdamba, Violito Payla, Pak Jong-chol und Lee Ok-sung. Bei den Olympischen Spielen 2008 in Peking besiegte er in der Vorrunde den Südafrikaner Jackson Chauke und im Achtelfinale den Brasilianer Robenílson de Jesus, ehe er beim Kampf um den Einzug in die Medaillenränge gegen den späteren thailändischen Olympiasieger Somjit Jongjohor ausschied.
2011 wurde dann sein erfolgreichstes Jahr. Er gewann im August die Goldmedaille im Bantamgewicht bei den Asienmeisterschaften in Incheon, wobei er unter anderem Zhang Jiawei und Dordschnjambuugiin Otgondalai besiegen konnte. Im Oktober gewann er zudem eine Bronzemedaille im Bantamgewicht bei den Weltmeisterschaften in Baku. Er hatte sich dabei gegen Furkan Memiş, Luke Boyd und Sergei Wodopjanow durchgesetzt, ehe er im Halbfinale gegen Lázaro Álvarez unterlag. Mit diesem Erfolg war er automatisch für die Olympischen Spiele 2012 in London qualifiziert. Dort schied er als letzter tadschikischer Boxer im Achtelfinale gegen den Mexikaner Óscar Valdez aus.
2013 gewann er noch eine Bronzemedaille im Leichtgewicht bei den Asienmeisterschaften. Durch das Erreichen des Finales im Leichtgewicht beim Olympiaqualifikationsturnier in Baku, erhielt Junussow einen Startplatz bei den Olympischen Spielen 2016 in Rio de Janeiro. Dort unterlag er im Achtelfinale gegen den späteren Goldmedaillengewinner Robson Conceição aus Brasilien.
Junussow war darüber hinaus Teilnehmer der Weltmeisterschaften 2005 (Viertelfinale), 2007 (Achtelfinale), 2009 (2. Vorrunde) und 2013 (2. Vorrunde), der World Combat Games 2010 (Viertelfinale), des Weltcups 2008 (Viertelfinale), sowie der Asienspiele 2006, 2010 und 2014.

### World Series of Boxing
In der Saison 2011/2012 startete Junussow für Dynamo Moscow in der World Series of Boxing. Während der regulären Saison gewann er drei von vier Kämpfen. Auch seinen Kampf im Halbfinale gegen die Astana Arlans konnte er gewinnen. In der Saison 2012/2013 wechselte Junussow zu den USA Knockouts. Von seinen drei Kämpfen gewann er jenen gegen den Vertreter Italia Thunders, Domenico Valentino.

## Profikarriere
Anwar Junussow ist seit 2017 als Profiboxer in den USA aktiv. Seinen Debütkampf als Profi bestritt er gegen den Beniner Justin Savi.